# 洛朗·班
洛朗·班（法語：Laurent Bàn，1973年4月3日—）法国音乐剧演员、歌手。自1999年起，洛朗·班在法国、意大利和亚洲参加了多部音乐剧的制作和演出。

## 早年
洛朗·班出生于法国默尔特-摩泽尔（Meurthe-et-Moselle）省的布里埃（Briey）市。他有一位比他小11个月的弟弟，大卫·班（David Bàn，目前也是一名歌手）。少年时期的洛朗·班性格内向，喜爱绘画和平面设计，并准备成为一名画家。因一個偶然的机緣，他被邀请到法国的一场表演中演唱法国音乐剧《星幻》（Starmania）中的几首歌曲。他演唱的第一首歌曲是《一个忧伤者的救赎》（S.O.S D'un Terrien en detresse），这首歌以其复杂性和对嗓音的高要求而著名。洛朗的表现被一位負責創建新演唱组、招募團員的剧团经理注意到，這位劇團經理邀请洛朗进入自己的团队。这一经历使洛朗意识到自己在歌唱方面的天赋，从此从绘画转到了舞台艺术领域，开启了作为音乐剧演员和歌手的艺术生涯。

## 艺术生涯
洛朗·班作为一名音乐剧演员和歌手的艺术生涯始于南希国家戏剧艺术学院。他在戏剧学院学习了三年，并进入戏剧工作室。他同时奔赴不同的国家学习：在意大利学习美声，在魁北克和纽约学习上高音（belting），并进行了许多歌唱技巧的学习和练习。在学习各类歌唱技巧之外，他在整个职业生涯中还获得了包括现代舞、弗拉明戈舞、击剑等在内的多学科训练。他力图将这些歌唱和表演技巧结合在一起呈现于舞台上。
洛朗1999年起开始从事各类音乐剧表演。

### 音乐剧演员

#### 早期音乐剧
1998-1999年，他在Patrick Chauvelot和Anne Rochant编剧的Les Écus de Sobieski 中饰演Lesta。
1999-2001年，他在阿尔弗莱德·阿里亚斯（Alfredo Arias）和勒内·德·瑟卡提（René de Ceccaty）编剧的《一只法国猫的苦恼》中饰演Victor，并在法国和意大利巡演。该剧于2000年获得莫里哀奖最佳音乐剧奖项。
2001年，他出演音乐剧《长发》（Hair），饰演Woof。

#### 《巴黎圣母院》
2001至2002年间，音乐剧《巴黎圣母院》（台译《钟楼怪人》）在摩加多尔剧院上演。洛朗在其中扮演菲比斯（Phoebus），并客串过游吟诗人甘古瓦（Gringore）。同年，洛朗·班随剧组参加了世界巡演，第一次把法国音乐剧带到亚洲。2005-2006年，洛朗再次参与了音乐剧《巴黎圣母院》的亚洲巡演，扮演菲比斯。

#### 《小王子》
《巴黎圣母院》获得成功之后，作曲家理查·高奇安特邀请洛朗班加入他当时在制作的音乐剧《小王子》（Le Petit Prince）的团队。2002至2003年，他在其中扮演爱慕虚荣的人（Le Vaniteux）的音乐剧《小王子》在巴黎赌场上演，其角色曲目《我就是我》（Moi, je）后被收入洛朗的第一张专辑Ante中。洛朗班曾在采访中表示，“爱慕虚荣的人”是他最喜爱的角色歌曲，因为这首歌曲“声音感觉好而情感奔放”。
2007年，洛朗第一次来到上海，参与音乐剧《小王子》的复排，并出演该剧男主人公飞行员（L'aviateur）一角，这一角色正是原著作者圣·埃克絮佩里自己的写照。在演出中，洛朗发现相比法国的观众或读者，这部充满哲学思考的童话似乎更加适合中国大陆观众，他们对作品中传达的理念非常接受，“《小王子》非常接近亚洲文化”。

#### 《佐罗》
2009年，羅倫在法国音乐剧《佐罗》（Zorro）中出演了男一号蒙面英雄佐罗。该剧于女神游乐厅（Folies Bergère）上演，之后继续巡演。《佐罗》歌曲的灵感来自吉普赛国王乐队创作的音乐，在舞台上,乐队的演奏、欢快的舞蹈、特效、烟火、幻术、特技、舞台、魔术、击剑格斗等元素，赋予了这部音乐剧特殊性。洛朗·班版本的佐罗是双重性的——在面具之上，佐罗展现他本来的面目。由于有击剑格斗环节，佐罗的角色相当考验演员的体能，但同时洛朗认为这“复杂、性感，非常有趣，也很刺激”。

#### 《摇滚莫扎特》
2016年，洛朗受邀加入法国音乐剧《摇滚莫扎特》（Mozart, l'opéra rock）剧组，在当年的韩国巡演中扮演安东尼奥·萨列里一角。作为对莫扎特爱妒交织的维也纳宫廷御用乐师，洛朗·班舞台上演绎的卷发马尾、高大的贵族萨列里为观众呈现了一个全新的萨列里形象，获得了积极的反响。韩巡期间，洛朗录制了《摇滚莫扎特》中萨列里角色歌曲的自己的版本，如《甜蜜的痛苦》（Le bien qui fait mal）、《杀戮交响曲》（L'assasymphonie）等，均受到剧迷的欢迎。
2018年1月，洛朗再次加入《摇滚莫扎特》剧组，将《摇滚莫扎特》带到中国大陆。在上海文化广场的三周演出中，他在不同的卡司版本中分别扮演莫扎特的父亲利奥波德·莫扎特和萨列里两角。这次演出引起了中国大陆《摇滚莫扎特》粉丝的强烈反响。
2018年10月，洛朗在结束当年法国《沙漠妖姬》的演出后再次来到台北，2018年10月11~21日，《搖滾莫札特》在台灣台北和平籃球館進行為期10天的演出。参演音乐剧《摇滚莫扎特》中的萨列里。从2018年12月29日至2019年3月25日，他随《摇滚莫扎特》2019年中国巡演剧组走过中国大陆的9个城市，在75场演出中扮演萨列里（此次中国大陆巡演总共77场）。凭借特色的低沉嗓音、出色的唱功和表演，洛朗班在此次巡演收获了很高的评价，同时也得到了大量中国大陆观众的喜爱，被昵称为“老航班”。观众们被萨列里以低沉嗓音开口说出的第一个词震撼，在知名的《甜蜜的痛苦》和《杀戮交响曲》的前奏响起时热烈鼓掌，并以各式各样的礼物表达对角色的喜爱。对于此类反应，洛朗·班表示，“我觉得有意思的是，当我出现在舞台上，作为萨列里我刚开口发出第一个音，就听到观众发出巨大的惊叹，我想是由于这个人物，以及音色打动了观众，很有趣”。
萨列里的角色让洛朗班把唱功和演技发挥到了极致。洛朗·班演绎的萨列里更自大，更决绝，从不自我怀疑。在洛朗·班看来，萨列里是一个性感而悲剧性的人物，刻板，严肃，有权势，却是双重的、两面性的、撕裂的。这一特性让洛朗·班着迷。因此，他在表演中加入了自己的见解和个性，使用摇滚、撕裂、尖锐的方式，展示角色内心的痛苦。例如，针对《摇滚莫扎特》著名选段《杀戮交响曲》(L'assasymphonie),他表示“这是一场战斗，唱完这首歌，我总是大汗淋漓，感到缺水。这个人物所要表现的非常吸引人”；在《自己胜利的牺牲品》（Victime de ma Victoire）一曲中，他和台上的演员冲下舞台，并在最后一个音时拥抱一位台下的观众，这一设计的缘由是“萨列里希望逃离台上厌恶莫扎特的人们，而走向台下喜爱莫扎特的观众，以找到安抚愧疚和撕裂的借口”。这些细节表现和理解赋予了萨列里这一角色更加生动而丰富的含义。
在韩国、台灣和中国大陆巡演中，洛朗·班还曾经在返场环节唱过韩语、汉语版的《杀戮交响曲》片段，受到了大批当地观众的欢迎。

#### 其他音乐剧
2004年，洛朗在音乐剧《机遇！》中扮演快递员弗雷德。该剧获得2005年马吕斯年度最佳剧院音乐剧奖项。同年，他在音乐剧《巴别塔》饰演弗拉基米尔一角。
2007年，他在《法外之徒》（Les Hors-la-loi）中扮演卡尔罗，演出于体育馆剧院并参与了巡演。
2008年，洛朗在意大利音乐剧《基督山伯爵》（Il Conte di Montecristo : The Musical）中扮演杰拉尔·德维尔福。
2009年，《长发》复排并上演于特里亚农宫，洛朗扮演贝尔吉（Berger）。之后，他又以贝尔吉饰演者的身份参演了席勒文·梅涅克导演的《长发》，在体育馆剧院和帕拉斯剧院上演，于2011年及2012年巡演。
2013-2014年，他在音乐剧《阿姆莱托》（Amleto, Dramma Musicale）中饰演哈姆雷特。此剧在卡丹空间制作，并在佛罗伦萨和巴黎演出。
2015-2016年，洛朗在音乐剧《阿拉丁，让愿望成真吧！》（Aladin, faites un vœu !）中扮演阿拉丁。该剧在巴黎喜剧院（Théâtre Comédia）上演。
2015年，同样在巴黎喜剧院，洛朗加入音乐剧《蜜丝婷瑰传》剧组，扮演Harry Plicer一角。
2017年，洛朗结束《摇滚莫扎特》的韩国巡演后返回法国，加入音乐剧《沙漠妖姬》（Priscilla, folle du désert, la comédie musicale）剧组，并在其中扮演异装癖迪克（Dick）/蜜兹小姐（Miss Mitzi）。角色的特殊性和洛朗班的演绎成就了一个焕然一新的形象。

### 歌手
洛朗班的第一张专辑Ante发行于2005年，内容包括了此前音乐剧中的歌曲和未发表的作品。2016年，发行专辑Anteprima。2018年发行专辑Prima，收录了13支歌曲，由原创歌曲和L’assasymphonie，Gethemane，Dangerous等翻唱歌曲组成。洛朗班于2018年11月发行了其中单曲Dangerous的MV。2018年，洛朗在中国大陆、台湾发行了中文EP《给我一个吻》（Give me a kiss），由翻唱的四支经典中文歌曲组成（《月亮代表我的心》、《夜来香》、《给我一个吻》、《我》），洛朗为此曾请过专门的汉语教师。
专辑的名称有其用意，Ante为拉丁语介词，意为“先前，在此之前（的）”，Prima为拉丁语形容词，意为“第一的”，Anteprima的发行顺序则在上述两者之间。专辑Prima是洛朗班近十年来人生际遇和思想轨迹的写照，蕴含着丰富深厚的情感。
2015年，洛朗在法国、日本、希腊、俄罗斯等地成功举办了个人演唱会。2017年9月，在上海上汽文化广场的《法语音乐剧明星集锦音乐会》上，洛朗与包括《摇滚莫扎特》的主演米开朗琪罗·勒孔特（Mikelangelo Loconte）在内的另外四位著名法语音乐剧歌手共同献唱，开始较大程度上引起中国大陆音乐剧爱好者的注意。
2019年4月和7月，洛朗班将分别在台北和中国大陆的多个城市举办个人演唱会。2019年8月，他将赴日本举办演唱会。

### 电视节目
2013-2014年，洛朗·班参与了法国电视节目Farouche show。

### 电影
洛朗班在2004年的电影《火舞情天》（Alive）中扮演安托万，并在电影《剧院魅影》（The Phantom of the Opera）的法语版中为魅影配音，他赋予了魅影这一法国角色唯一正式的法语配音。
2009-2011年间，他在电影《亚当夏娃日记》中扮演亚当（Adam）。该片由洛朗的妻子Chiara di Bari翻译自马克吐温和里卡多·卡斯塔纳里（Riccardo Castagnari）的原作，由洛朗进行改编，上映于巴黎大国王影院。2013年，洛朗再次和妻子Chiara di Bari合作拍摄了《伊甸园在那里》（Là était l'Eden），并再次扮演亚当，上映于米歇尔剧院（Théâtre Michel）。

## 个人生活
洛朗·班目前与妻子Chiara di Bari居住在法国巴黎。
洛朗·班最喜爱的电影是《黑客帝国》，最喜爱的科目是语言。同时他也是一名专业的画师。

## 作品集（编年）

### 专辑
- 2005：Ante

1. Heaven on their minds
2. Moi, je
3. Dechire
4. En Mieux
5. Chances are
6. SOS d'un terrien en detresse
7. Le fantome de l'Opera
8. D'abord la musique
9. On partira
10. Je t'en veux
11. Le point de non retour
12. Confrontation
13. Medley Starmania

- 2016：Anteprima

1. What’s up
2. Le rêve de Rachel

- 2018：Prima

1. Terre-mère
2. Kill me now
3. L'Assasymphonie
4. What's Up?
5. La falaise
6. La Chanson des vieux amants
7. Le rêve de Rachel
8. Creep
9. I'm in love with a ghost
10. Tu me mets à mort
11. Gethsemane
12. L'enfant géant
13. Dangerous
14. Adieu mon amour

- 2018：给我一个吻（Give Me a Kiss）

1. 给我一个吻
2. 夜来香
3. 月亮代表我的心
4. 我

### 单曲
- 2014：Tu me mets à mort
- 2020：Together

### 作为音乐剧演员
- 1998-1999 : Les Ecus de Sobieski；编剧：Patrick Chauvelot和Anne Rochant；角色：Lesta。

- 1999-2001 : 《一只法国猫的苦恼》（Les peines de cœur d'une chatte française）；编剧：Alfredo Arias和René de Ceccaty - MC93 Bobigny，角色：Victor。在法国和意大利巡演。该剧获2000年莫里哀舞台音乐剧奖。

- 2001 : 《长发》（Hair）；编剧：James Rado，Gerome Ragni和Galt MacDermot, 改编自Sylvain Meyniac作品；角色：Woof。

- 2001-2002 : 《巴黎圣母院》（Notre Dame de Paris）；编剧：Luc Plamondon和Richard Cocciante；角色：游吟诗人和菲比斯；上演于摩加多尔剧院。

- 2002-2003 :《小王子》（Le Petit Prince）；编剧：Richard Cocciante和Élisabeth Anaïs；角色：爱慕虚荣者；上演于巴黎赌场。

- 2004 : 《机会！》（Chance !）；编剧：Hervé Devolder；角色：Fred；该剧或2005年马吕斯年度最佳舞台音乐剧奖。

- 2005-2006 : 《巴黎圣母院》（Notre Dame de Paris）；编剧：Luc Plamondon和Richard Cocciant；角色：菲比斯；上演于巴黎展览厅（Palais des congrès），并随后亚洲巡演。

- 2007 :《法外之徒》（Les Hors-la-loi）；编剧：Alexandre Bonstein；角色：Carlo；上演于Marigny剧院，并随后巡演。

- 2007 :《小王子》（Le Petit Prince）；编剧：Richard Cocciante和Élisabeth Anaïs；角色：飞行员；亚洲巡演。

- 2008 : 《基督山伯爵》（Il Conte di Montecristo : The Musical）；编剧：Francesco Marchetti；角色Villefort；上演于罗马。

- 2009 :《佐罗》（Zorro, le musical）；编剧 Stephen Clark，改编自Éric Taraud和Marie-Jo Zarb的作品；角色：佐罗。

- 2009-2011 : 《亚当夏娃日记》（Le Journal d'Adam et Eve）；Chiara di Bari翻译，洛朗·班扮演亚当。

- 2009-2012 : 《长发》（Hair）；编剧：James Rado，Gerome Ragni和Galt MacDermot；角色：Berger；上演于特里亚农宫（Le Trianon），随后巡演。

- 2009-2011 : 《伊甸园在那里》（Là était l'Eden）；Chiara di Bari翻译，洛朗·班扮演亚当。

- 2013-2014 : 《阿姆雷托》（Amleto）；角色：哈姆雷特。

- 2013-2014 : 法国电视节目Farouche show

- 2015-2016 : 《阿拉丁，让愿望成真吧！》（Aladin, faites un vœu !）；编剧：David Rozen和Marie-Jo Zarb；角色：阿拉丁；上演于巴黎喜剧院。

- 2015 : 《蜜丝婷瑰传》（Mistinguett, reine des années folles）；编剧：François Chouquet,，Jacques Pessis和 Ludovic-Alexandre Vidal, 角色：Harry Pilcer；上演于巴黎喜剧院。

- 2016 : 《摇滚莫扎特》（Mozart, l'opéra rock）；编剧：Dove Attia和Albert Cohen；角色：萨列里；韩国巡演。

- 2017-2018 : 《沙漠妖姬》（Priscilla, folle du désert, la comédie musicale）；编剧：Philippe Hersen；角色：迪克；上演于巴黎赌场，随后巡演。

- 2018 : 《摇滚莫扎特》（Mozart, l'opéra rock）；编剧：Dove Attia和Albert Cohen；角色：萨列里；上海演出。

- 2018-2019 : 《摇滚莫扎特》（Mozart, l'opéra rock）；编剧：Dove Attia和Albert Cohen；角色：萨列里；中国大陆巡演。

### 作为话剧演员
- 2013 : 《奥赛罗》（Othello）；角色：Lago